# والاس نيلسون
والاس نيلسون (بالإنجليزية: Wallace Nelson)‏ هو سياسي أسترالي، ولد في 29 أبريل 1856 في أبردين في المملكة المتحدة، وتوفي في 5 مايو 1943 في أستراليا. حزبياً، نشط في حزب العمال الأسترالي. وقد انتخب عضو الجمعية التشريعية لأستراليا الغربية.